# Carla Stiebner
Carla Stiebner ist eine ehemalige deutsche Tischtennisspielerin. Sie gehörte Anfang der 1960er Jahre zu den besten Spielerinnen der DDR und gewann einmal die DDR-Meisterschaft.
Der Vorname wird manchmal auch  mit Karla zitiert.

## Werdegang
Stiebner spielte beim Verein SC Einheit Dresden, mit dem sie von 1961 bis 1963 dreimal in Folge DDR-Mannschaftsmeister wurde. 1963 gewann sie mit Ingrid Hollmann die DDR-Meisterschaft im Doppel, ein Jahr später erreichte sie mit Brigitte Lantzsch das Endspiel. 1965 belegte sie in der DDR-Rangliste Platz 5. Im gleichen Jahr wechselt sie zum SC Motor Jena.
1963 wurde Stiebner für die Weltmeisterschaft nominiert. Hier gewann sie im Einzel gegen Velta Adminis (Kanada) und verlor anschließend gegen Laima Balaishite (URS). Im Doppel mit Nakma Cruz D’Elia (Brasilien) kam sie nach mehreren Freilosen und einem Sieg über Baik Og Hi/Lim Re Sook (Nordkorea) unter die letzten sechzehn. Hier war gegen die Japanerinnen Kazuko Ito/Noriko Yamanaka Endstation. Im Mixed mit Rudolf Lippert schied sie in der ersten Runde gegen Zhang Xielin/Cheng Min-chih (China) aus. Mit der DDR-Damenmannschaft erreichte sie Platz fünf.

## Turnierergebnisse
| Verband | Veranstaltung     | Jahr | Ort  | Land | Einzel    | Doppel    | Mixed      | Team |
| ------- | ----------------- | ---- | ---- | ---- | --------- | --------- | ---------- | ---- |
| GDR     | Weltmeisterschaft | 1963 | Prag | TCH  | letzte 64 | letzte 16 | letzte 128 | 5    |